# Maison de Kevernburg
La maison de Kevernburg, également sous les formes Keverburc, Keverenberc, Keverenberg et aujourd'hui aussi Käfernburg, descendent des Sizzo (de). La lignée s'éteint en 1385.

## Historique
Les comtes de Keverburg, les comtes de Schwarzbourg et les comtes de Rabenswalde (de)-Wiehe ont les Sizzo comme ancêtre commun. Le quartier général éponyme était le Keverburg, aujourd'hui Käfernburg (de), près d'Arnstadt. Au haut Moyen Âge, les comtes appartenaient à la haute noblesse de Thuringe.
Sizzo III (de) (né vers 1093, mort en 1160) est mentionné pour la première fois en 1103 et s'appelle à la fois comte de Keverburg et comte de Schwarzbourg. Le comte est l'ancêtre de la maison de Keverburg-Schwarzbourg. Son fils Henri Ier (de) (né vers 1130, mort en 1184) possède le château de Schwarzbourg, l'autre fils Gonthier II (de) (né vers 1135, mort en 1197) possède le Kevernburg, la moitié de la seigneurie d'Arnstadt et la seigneurie de Wiehe ou Rabenswalde. En 1160, Gonthier II est le fondateur de la maison comtale de Kevernburg. Après la mort de son frère Henri Ier, Gonthier II hérite du château de Schwarzbourg et les possessions sont réunies. Son fils Henri II (de) (né vers 1150, mort en 1236) hérite du château de Schwarzbourg, l'autre fils Gonthier III (mort vers 1221) le Keverburg. Gonthier IV (mort vers 1269), fils de Gonthier III, est le fondateur de la lignée particulière de Kevernburg. Dans le même temps, la lignée de Rabenswalde est formée, c'est pourquoi la première est appelée lignée particulière de Keverburg. Ses petits-enfants créent ensuite la lignée jeune de Keverburg (1280-1302) et la lignée aînée de Keverburg (1280-1385) à partir de la lignée particulière de Keverburg.
L'importance de la lignée dans la région de la Saxe orientale et de la Thuringe est prouvée par deux fois par l'archevêque de Magdebourg. Les Kevernburg s'éteint en 1385. Le dernier comte est Gonthier IX (XIV) de Keverburg, mort lors d'une croisade en Palestine. Sa terre est vendue par sa mère, la comtesse Sophia de Schwarzbourg, et son épouse Mechthild le 29 mai 1387 au landgrave Balthazar de Thuringe. Le 15 juillet 1394, il engage le château et la seigneurie de Keverburg à son jeune frère Wilhelm. Après la mort du landgrave de Thuringe en 1446, les domaines deviennent des parents proches de la famille Keverburg, les comtes de Schwarzburg, qui ont conservé la majeure partie de la zone comme ämter d'Arnstadt et Gehren dans la principauté de Schwarzbourg-Sondershausen jusqu'à ce que la Thuringe soit fondée en 1920.

## Comté de Kevernburg
Le comté de Kevernburg était un domaine seigneuriale profane du centre de la Thuringe qui existe en tant que domaine indépendant du début du Moyen Âge jusqu'en 1302, lorsque le comte Gonthier VIII meurt sans descendants mâles. Au départ, cela incombe à ses gendres Henri de Hohnstein (de) et Otto IV de Weimar-Orlamünde (de), qui vendent cependant des parties du domaine aux comtes de Schwarzbourg.
Le domaine comprenait principalement des terres autour des villes d'Arnstadt et d'Ilmenau dans l'arrondissement d'Ilm, ainsi que quelques enclaves plus petites disséminées dans toute la Thuringe entre le Rennsteig, la Saale et l'Unstrut. Les comtés et principautés voisins sont Schwarzbourg, Gleichen (de), Henneberg et le Längwitzgau. Le diocèse d'Erfurt, fondé par Boniface de Mayence, joue un rôle dans la phase initiale. Le siège ancestral des comtes de Kevernburg est le Kevernburg du même nom, aujourd'hui appelé Käfernburg, au sud-est d'Arnstadt près du village d'Angelhausen-Oberndorf. Le château est mentionné pour la première fois par écrit le 8 novembre 1141. Aujourd'hui, il ne reste pratiquement aucun vestige des murs de fondation du château, mais l'église associée existe toujours. Elle sert aujourd'hui d'église du village d'Oberndorf. Le château en ruine représente un monument dont les murs sont enlevés au XVIe siècle et dont le matériau fut utilisé pour les travaux de rénovation en 1661 du château de Neideck (de) à Arnstadt.
Quand Ilmenau est mentionné pour la première fois en 1273, les Kevernburg sont les seigneurs de la ville. Ils lui donnent des droits de cité et le droit de frapper des pièces en 1341. En 1343, les Kevernburg vendent la ville d'Ilmenau avec les terres associées et le village d'Oberpörlitz aux Henneberg (de).

## Personnalités
- Sizzo III de Schwarzbourg-Käfernburg (de) (né en 1093, mort le 19 juin 1160), fondateur de la Maison de Kevernburg-Schwarzbourg
- Gonthier II de Kevernburg (de) (Schwarzbourg) et Hallermund; (né entre 1129 et 1135, mort en 1197), fils de Sizzo III, fondateur de la lignée de Kevernburg
- Gonthier III de Kevernburg (né vers 1150, mort vers 1221), fils de Gonthier II
- Gonthier IV de Schwarzbourg (mort vers 1269), fils de Günther III, fondateur de la lignée particulière de Kevernburg
- Albert de Käfernburg, archevêque de Magdebourg de 1205 à 1232
- Wilbrand von Käfernburg, archevêque de Magdebourg de 1235 à 1253.